# 大阪台車検査車両所
大阪台車検査車両所（おおさかだいしゃけんさしゃりょうしょ）は、大阪府摂津市安威川南町に所在する、東海旅客鉄道（JR東海）関西支社の車両工場である。
同社が所有するすべての新幹線車両の台車検査を行っており（ただし必要が生じた場合には浜松工場でも行うことができる）、大阪仕業検査車両所・大阪交番検査車両所・大阪修繕車両所とあわせて鳥飼車両基地と総称される。
大規模であるため、シャトルバスが構内を巡回している。

## 歴史
- 1988年（昭和63年）4月1日：旧大阪第一運転所を分割し、台車検査部門が大阪第三車両所として発足。
- 2009年（平成21年）7月1日：大阪第三車両所から名称変更

## 所属車両
所属車両はない。

## 検査担当形式と所属区所
2010年12月時点での検査担当形式を記す。
新幹線車両
- 300系 - 東京交番検査車両所定期の台車検査は終了している。
- 700系 - 東京交番検査車両所・大阪交番検査車両所
- N700系 - 東京交番検査車両所・大阪交番検査車両所

## 設備
- 天井式クレーン
- 車輪研削装置
- 輪軸回転試験装置・磁粉探傷試験装置・台車組立装置、等々